# Charles Atlas

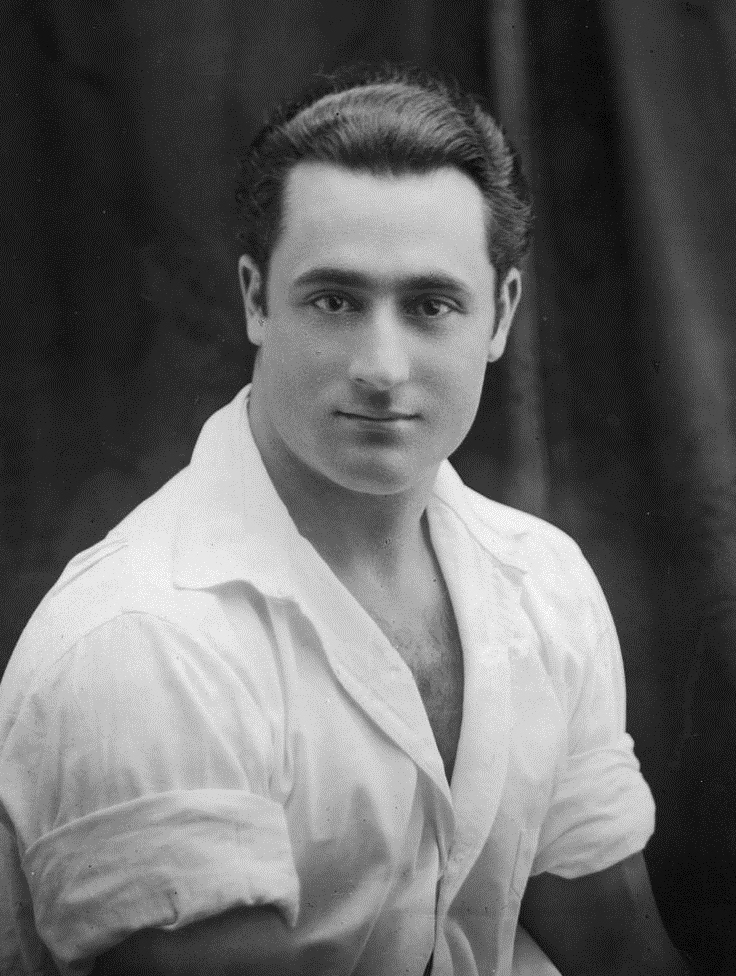
Charles Atlas, ca. 1920

Charles Atlas, geboren als Angelo Siciliano (* 30. Oktober 1892 in Acri, Italien; † 23. Dezember 1972 in Long Beach, USA) war ein italoamerikanischer Bodybuilder. Er war der Erfinder einer Bodybuilding-Methode mit kombiniertem Trainingsprogramm, besonders bekannt durch eine seinen Namen nutzenden Werbekampagne, die als eine der langwährendsten und einprägsamsten Reklamekampagnen aller Zeiten gilt.
Nach eigener Aussage trainierte Atlas, um seinen Körper von dem eines „dürren Schwächlings“ zu dem des möglicherweise bekanntesten Muscleman seiner Zeit zu entwickeln. Er nahm den Namen „Charles Atlas“ an, nachdem ihm ein Freund erzählt hatte, er ähnele der Atlas-Statue auf einem Hotel in Coney Island. Offiziell änderte er seinen Namen 1922. Sein Unternehmen Charles Atlas Ltd. wurde 1929 gegründet und vermarktet bis in die Gegenwart ein „Fitnessprogramm für den 97-Pfund-Schwächling“. Es gehört heute Jeffrey C. Hogue.

## Geschichte
1892 geboren als Angelo Siciliano (auch Angelino genannt) in Acri in Kalabrien, zog er 1905 nach Brooklyn New York, nahm den Namen Charles an und wurde Lederbearbeiter. Siciliano arbeitete schwer, um seine Körperkraft zu steigern; anfangs probierte er viel mit Hanteln, Expandern und gymnastischen Freiübungen herum. Atlas stellte dazu fest, dass diese Übungen nicht wirklich seinen Körper aufgebaut haben, dass es aber unwahrscheinlich sei, dass sein Körper nicht auf die ständige Beanspruchung reagiert hätte. Atlas wurde inspiriert durch andere Fitness- und Gesundheitsapostel vor ihm, wie den renommierten Strongman Eugen Sandow und Bernarr Macfadden, den Wegbereiter der „Physical Culture“.
Nachdem er schikaniert wurde, trat der junge Siciliano der YMCA bei und begann etliche Übungseinheiten. Er wurde zunehmend besessen von Stärke. Zahlreichen Quellen folgend beobachtete Siciliano im Zoo einen Tiger beim Strecken und fragte sich selbst: „Wie hält Herr Tiger seine physische Kondition? Hast du jemals einen Tiger mit einer Hantel gesehen?“ Er kam zu dem Schluss, dass Löwen und Tiger durch das Gegenspiel von Muskel gegen Muskel stark würden.
1921 nannte ihn Bernarr Macfadden, der Herausgeber des Magazins Physical Culture, in einem Wettbewerb im Madison Square Garden den „am perfektesten entwickelten Mann der Welt“. Bald übernahm er die Rolle des „Strongman“ in der Sideshow des Zirkus von Coney Island.
1922 änderte Siciliano offiziell seinen Namen in Charles Atlas, weil dies amerikanischer klang. Er traf Dr. Frederick Tilney, einen britischen Homöopathen und Kursschreiber, der als Bernarr MacFaddens „Ideengeber“ engagiert war. Atlas und Tilney trafen sich durch MacFadden, der Atlas als Model für einen Kurzfilm namens „Der Weg zur Gesundheit“ (englisch „The Road to Health“) benutzte. Atlas schrieb einen Fitness-Kursus und bat Tilney, diesen zu veröffentlichen. Tilney stimmte zu und Atlas eröffnete 1922 sein Unternehmen. Tilney selbst hatte eine ausführliche Vergangenheit im Gewichtstraining.

## Dynamic-Tension
Atlas’ „Dynamic-Tension“-Programm (deutsch etwa dynamische (An)spannung) besteht aus zwölf Lektionen und einer abschließenden wiederkehrenden Lektion. Jede davon wird unterstützt durch Fotos von Atlas, auf denen er die Übungen demonstriert. In Atlas’ Übungsheften sprach er die Leser als Freunde an und lud sie offen ein, ihm Briefe zu ihren Fortschritten und Geschichten zu schreiben. Seine Produkte und Lektionen verkauften sich millionenfach und Atlas wurde das Gesicht der Fitness.

## Ähnlichkeiten
Außer für Fotografien posierte Atlas zeit seines Lebens auch für viele Statuen, einschließlich derer von George Washington in New Yorks Washington Square Park, der „Dawn of Glory“ in Brooklyns Prospect Park und Alexander Hamilton beim Gebäude des Finanzministeriums in Washington, D.C. Atlas war außerdem Inspiration und Vorbild für spätere Bodybuilder und Fitness-Gurus wie Arnold Schwarzenegger.

## Tod
Atlas starb im Alter von 80 Jahren nach seinem täglichen Jogging am Strand an Herzversagen; seine Familie wies eine Vorgeschichte von Herzanfällen auf. Zu dieser Zeit wurden ihm noch immer Briefe geschrieben. Er hinterließ seinen Sohn Herc und seine Tochter Diana.

## Die Anzeigenwerbung
Die Anzeigen von Charles Atlas wurden berühmt, hauptsächlich wegen ihrer Veröffentlichung in so vielen Comicheften seit den 1940er Jahren bis heute. Das typische Szenario zeigte einen dürren jungen Mann (meist begleitet von einer Frau), der von einem Grobian bedroht wird. Der Grobian macht den „97-Pfund-Schwächling“ nieder, und dessen Begleiterin verfällt in Spott. Der junge Mann geht nach Hause, wird wütend (meist dargestellt durch das Umtreten eines Stuhls) und bestellt das kostenlose Atlas-Buch. Wenig später kehrt der nun muskelbepackte Held zum Ort seiner Niederlage zurück, sucht den Grobian und verprügelt ihn. Er wird unverzüglich belohnt durch die Rückkehr seiner Freundin und die Bewunderung von Zuschauern.
Diese Anzeige soll auf wirklichen Erfahrungen des jungen Atlas beruhen. In verschiedenen Variationen war sie jahrzehntelang eine Hauptstütze von Comicheften und Pulp-Magazinen. Meist schließen die Anzeigen mit den Worten: „Wie für alle Übungen in Atlas-Kursen gilt: Du kannst sie fast überall machen“.
Die Comics finden sich im Web unter anderem auf den Websites von Marvel und DC.

### „The Insult that Made a Man out of Mac“ (Die Beleidigung, die einen Mann aus Mac machte)
In dieser Anzeige wird Mac, der Protagonist, am Strand von einem Sand-tretenden Rüpel angepöbelt, während seine Verabredung zusieht. Gedemütigt geht der junge Mann nach Hause und meldet sich – nachdem er einen Stuhl umgetreten und mit einer Zehn-Cent-Briefmarke herumgespielt hat – an Atlas’ „Dynamic-Tension“-Programm an. Später geht der nun muskulöse Hauptdarsteller zurück zum Strand und schlägt den Rüpel zusammen, wodurch er zum „Helden des Strandes“ wird. Seine Freundin kehrt zurück, während andere Mädchen die Größe seiner Muskeln bewundern. (Eine frühere, ansonsten fast identische Version „How Joe’s Body Brought Him Fame Instead of Shame“, deutsch Wie Joes Körper ihm Ruhm statt Scham einbrachte, wurde in den 1940er Jahren eingeführt.)

### „The Insult That Turned a ‚Chump‘ Into a Champ“ (Die Beleidigung, die einen Trottel zu einem Helden machte)
In dieser Version, die 1941 herauskam, ist „Joe“ mit seiner Freundin auf einem Volksfest, als ihn der Rüpel, der gerade seine Kraft beim Hau-den-Lukas unter Beweis gestellt hat, beleidigt und schubst. Joe geht nach Hause, schlägt mit der Faust auf den Tisch und bestellt dann das kostenlose Atlas-Buch. Dann kehrt Joe zurück zu dem Fest, haut den Lukas und zwingt den Rüpel in die Knie, während seine Freundin zurückkommt und ihm Komplimente für seine neue kraftvolle Erscheinung macht.

### „Hey, Skinny! Yer Ribs are Showing!“ (He, Schwächling! Man sieht deine Rippen!)
Die verkürzte Vier-Bild-Version zeigt „Joe“, obwohl sie ansonsten identisch zu Macs Geschichte ist. Statt „Held des Strandes“ schweben die Worte „Was für ein Mann“ über Joes Kopf.

### „How Jack the Weakling Slaughtered the Dance-Floor Hog“ (Wie Jack der Schwächling das Tanzflächen-Schwein schlachtete)
Eine andere Version der Anzeige zeigt ein Szenario, in dem „Jack“ mit seiner Freundin Helen tanzt. Sie werden von einem Rüpel angerempelt, der Kommentare darüber abgibt, wie schwächlich Jack ist, nichtmal wert, zusammengeschlagen zu werden. Jack geht nach Hause, tritt einen Stuhl um und bestellt Atlas’ kostenloses Buch. Später findet der muskulöse Jack den Rüpel, haut ihn um und gewinnt die Bewunderung von Helen zurück. Diesmal schweben die Worte „Party-Schlager“ über seinem Kopf, während er in der Bewunderung der anderen Tänzer badet.

## Medien
Die Printanzeigen von Atlas, insbesondere „The Insult that Made a Man out of Mac“, werden an dutzenden Stellen wie Songs, Comics, Fernseh-Shows und Filmen zitiert.

### Videospiele
- Der Videospiel-Entwickler Valve veröffentlichte ein Update seines populären Spiels Team Fortress 2, das dem Scharfschützen (Sniper) einen Krug Urin namens „Jarate“ gab. Der Comic, mit dem Valve für diese Fortsetzung warb, war eine Parodie des Comics „The Insult that Made a Man out of Mac“.[11]
- In frühen Versionen des Spiels Monkey Island gab es in einem Voodoo-Laden eine Statue, die den Spieler-Charakter bei näherer Untersuchung sagen ließ: „Sieht aus wie ein abgemagerter Charles Atlas.“ Diese Anspielung wurde entfernt, nachdem LucasArts eine Unterlassungsaufforderung erhalten hatte.[12]

### Musik
- Der „Charles Atlas Song / I Can Make You a Man“ aus dem Rock-’n’-Roll-Musical The Rocky Horror Show enthält mehrere Andeutungen:
  - Die Titelzeile macht die grammatische Zweideutigkeit von Atlas’ Slogan deutlich[13]: „I can make you a man“ kann sowohl Ich mache Dir einen Mann als auch Ich mache aus Dir einen Mann bedeuten.
  - Er nennt sowohl Charles Atlas als auch „Dynamic-Tension“ beim Namen.
  - Er erwähnt einen 98-Pfund-Schwächling; ein Kunstgriff, um Atlas’ Warenzeichen, den „97-Pfund-Schwächling“, nicht zu tangieren.
  - Die zweite Zeile bezieht sich auf die Charles-Atlas-Werbekampagne mit „will get sand in his face when kicked to the ground“ (wird Sand ins Gesicht bekommen, wenn er zusammengeschlagen wird).
  - Der „Mad-Scientist“-Charakter Dr. Frank N. Furter behauptet des Weiteren, sein Frankenstein-Monster trage das „Charles-Atlas-Prüfsiegel“.

- Der The-Who-Song „I Can’t Reach You“ auf dem Album „The Who Sell Out“ beginnt mit einem Werbespot für den Charles-Atlas-Kursus: „Der Charles-Atlas-Kursus mit ‚Dynamic-Tension‘ kann Sie zu einem Tier von einem Mann machen.“ John Entwistle posiert auf dem Cover als Charles-Atlas-Schüler in Pantherfellkleidung, während der muskulösere Roger Daltrey in einer Badewanne voll Baked Beans liegt.
- Der Song „Mr. Apollo“, aufgenommen von der Bonzo Dog Doo-Dah Band und veröffentlicht auf dem Album „Tadpoles“, parodiert Charles Atlas’ Reklame mit dem Sänger und -Texter Vivian Stanshall mit verstellt schroffer Stimme. Der Song bezieht Bandmitglieder mit ein, die Loblieder auf den fiktiven Bodybuilder Mr. Apollo singen, während Stanshall abwechselnd singt und unsinnige Motivationsratschläge gibt wie „keine langweiligen Übungen / keine Tricks / kein unbequemes Verbiegen / ringe mit Pudeln und gewinne!“
- Der Song „Sand In My Face“ (Sand in meinem Gesicht) auf dem Debüt-Album von 10cc ist eine detaillierte Beschreibung von Atlas’ legendärer Werbung.
- „We Are the Champions“ von Queen enthält die Textzeile: „I’ve had my share of sand kicked in my face…“ (Ich hab’ Sand ins Gesicht getreten bekommen…)
- Der Song „I Will Not Fall“ von Wire Train beschreibt: „And Charles Atlas stands, upon the beach, upon his head and says… I will not fall.“ (Und Charles Atlas steht am Strand auf dem Kopf und sagt… ich werde nicht fallen.)
- Die Band AFI hat einen Song namens „Charles Atlas“ auf dem Album „Very Proud of Ya“.
- Die australische Band The Fauves hatte einen lokalen Hit mit dem Song „The Charles Atlas Way“.
- Der Bob-Dylan-Song „She’s Your Lover Now“ enthält den Text: „Why must I fall into this sadness? / Do I look like Charles Atlas? / Do you think I still got what you still got, baby?“ (Warum muss ich so traurig sein? / Sehe ich aus wie Charles Atlas? / Glaubst Du, ich habe noch, was Du noch hast, Liebling?)
- Roger Waters’ Song „Sunset Strip“ aus „Radio KAOS“ enthält die Textzeile: „I like riding in my Uncle’s car / Down to the beach where the pretty girls all parade / And movie stars and paparazzi play the Charles Atlas kicking-sand-in-the-face game.“ (I fahre gern mit dem Auto meines Onkels / runter an den Strand, wo all’ die hübschen Mädchen stolzieren / und Filmstars und Paparazzi das Sand-ins-Gesicht-tret-Spiel von Charles Atlas spielen.)
- Der Song „On the Beach“ von The Faces auf ihrem Album „Long Player“ (1971) enthält die Zeile: „Though I may not be no Charlie Atlas, / Gonna take my shirt off anyway.“ (Auch wenn ich nicht Charles Atlas bin / ziehe ich trotzdem mein Hemd aus.)
- Der Titelsong des Films „Muscle Beach Party“ aus dem Jahr 1964 bringt den Textausschnitt: „Cherry little woodies are the center of attention / Til the muscle men start the dynamic tension“.
- Der Song „Sorry for Laughing“ der schottischen Band Josef K (später gecovert von Propaganda) enthält die Zeilen: „When we groove on into town / Charles Atlas starts to frown.“ (Wenn wir in die Stadt grooven / wird Charles Atlas die Stirn runzeln.)

### Film und Fernsehen
- In dem Film „Book of Love“ aus dem Jahr 1990 spielt Tom Platz einen Charles-Atlas-ähnlichen Charakter.
- Die britische Komikergruppe Monty Python kreierte eine durch Terry Gilliam animierte Comic-Parodie der berühmten Strand-Werbung.
- Eine Folge der britischen Satire-Fernsehshow Spitting Image parodierte die Charles-Atlas-Reklame mit zwei Protagonisten, die sich nicht in Muskelkraft, sondern in rhetorischen Fähigkeiten und Sachverstand über Postmodernismus messen.
- In der Futurama-Folge Wenn Außerirdische angreifen bekommt Fry Sand von einem „professionellen Strandrüpel“ ins Gesicht getreten, der um Bezahlung für seine Dienste bittet, nachdem Fry das Mädchen gewonnen hat, nämlich Leela. Leela stößt auf den Rüpel, doch der entpuppt sich als schwul.
- In der „Ren und Stimpy“-Folge „Ren’s Pecs“ erbittet Ren Rat von dem Bodybuilder „Charles Globe“, der ihn zu einer Schönheitsoperation inspiriert. Charles Globe und die gesamte Episode sind eine offensichtliche Parodie auf die Geschichte von Charles Atlas.
- Der Film „Rocky Horror Picture Show“ aus dem Jahr 1975 enthält Anspielungen auf Atlas.
- In einer Episode der Serie „Die wilden Siebziger“ bezichtigt Erics Schwester ihn, schwach zu sein, indem sie sagt, er habe ein Charles-Atlas-Video bestellt, um sich aufzumotzen.
- Das MAD-Magazin produzierte eine durch Don Martin animierte Comic-Parodie der Reklame.
- In der Serie Hollywood träumt der Charakter Henry Willson, gespielt von Jim Parsons, davon, dass er immer gern so ein „Charles - Atlas - Typ“ geworden wäre

### Bücher, Magazine und Zeitungen
- In der postmodernen kanadischen Novelle „Beautiful Losers“ von Leonard Cohen aus dem Jahr 1966 wird Charles Atlas parodiert als „Charles Axis“.
- Die Novelle „Katzenwiege“ (Cat’s Cradle) von Kurt Vonnegut erwähnt Charles Atlas. Als der Erzähler in einem Buch über den mysteriösen Kult-Anführer Bokonon auf den Begriff „Dynamic Tension“ stößt, lacht er, weil er sich vorstellt, dass der Autor nicht weiß, „dass der Begriff vulgarisiert wurde durch einen Katalog-Bestellungs-Muskel-Macher“. Als er weiterliest, stellt er fest, dass Bokonon ein Schüler Atlas’ Trainingsprogramms ist, das seine Idee inspiriert hat, dass „gute Gesellschaften allein durch die Reibung von Gut und Böse aufgebaut werden könnten und dadurch, die Spannung zwischen den beiden stets hoch zu halten“.
- Ein Artikel in einem Nebenprodukt der Zeitschrift „The Onion“ namens „Our Dumb Century“ porträtiert eine Fehde zwischen Adlai Stevenson und General William C. Westmoreland, die auf dieselbe Art und Weise ausgetragen wird wie in der Charles-Atlas-Reklame.
- Eine Ausgabe des Nickelodeon Magazine zeigt eine nachgeahmte Reklame, die die Atlas-Körper-Werbungen parodiert; der Unterschied besteht darin, dass das Produkt verspricht, sehr schlau zu machen. In dieser Parodie ärgert ein Genie einen unglaublich starken, aber schwachsinnigen Mann wegen seines Mangels an Intelligenz. Der Mann bekommt seine Rache, indem er wissenschaftlich beweist, dass das Rüpel-Genie nicht existiert, wodurch dieses verschwindet.

### Comics
- Der schottische Autor Grant Morrison lässt in seiner Interpretation der Antihelden-Serie Doom Patrol eine Heldenfigur namens Flex Mentallo auftreten, die eine Parodie auf die Charles-Atlas-Anzeigen ist, aber allein durch Muskelkontraktionen die Wirklichkeit verändern kann. In Doom Patrol #42 (1991) wird die „Man out of Mac“-Anzeige Panel für Panel nachgestellt.
- In einer Ausgabe des Comics Mystery in Space sagt der Hauptdarsteller Comet in Bezug auf eine Armee von übermächtigen Klonen: „Physisch mögen diese Klone mich aussehen lassen wie einen 98-Pfund-Schwächling, aber psychisch bin ich der Charles Atlas dieses Strandes.“
- Die Humorserie „What The--?!“ von Marvel Comics brachte regelmäßig Atlas-Parodien, wie in Folge 23 von November 1992: „The Insult that Made Mac a Blood-Sucking Freak!“ (Die Beleidigung, die aus Mac einen blutsaugenden Freak machte!)
- Der Minicomic-Pionier Matt Feazell nutzt in Folge 25 der „Not Available Comics“ aus dem Jahr 1993 den Sand-tretenden Rüpel, um den Angriff der Etrusker gegen Rom darzustellen.
- „The Hold-Up that Made a Hero Out of Mac“ (Der Raubüberfall, der einen Held aus Mac machte), aus Radioactive Man, Ausgabe 1 (Bongo Comics 1993), vermischt Macs mit Batmans Geschichte.
- Der Cartoonist Chris Ware passte Macs Stuhl-Tritt-Lösung an für eine Jimmy-Corrigan-Geschichte aus Ausgabe 1 der „Acme Novelty Library“ aus dem Jahr 1993.
- Der Cartoonist Josh Neufeld benutzte im Jahr 2002 die Reklame, um den Journalisten David A. Vise in einem Stück für das Magazin „Fortune Small Business“ zu karikieren.
- In der Ausgabe vom 4. Juni 2007 von „This Modern World“ benutzt Tom Tomorrow die Reklame, um sich darüber lustig zu machen, wie Präsident George W. Bush demokratische Kongressabgeordnete herumschubst.
- Der aus New Orleans stammende Cartoonist Caesar Meadows parodierte die Werbung in einer Reklame für die Alternative Media Expo 2008.